# رأس تاغاني روغ
رأس تاغاني روغ (بالغة الروسية: Раганий Рог) هو الرأس الموجود في الجزء الشمالي من خليج تاغانروغ في بحر آزوف في روستوف أوبلاست في جنوب روسيا. وتعتبر هذه المنطقة كالمكان البلدة القديمة في تاغانروغ ، هي التي اعطة إسمها للمدينة الجديدة.

## تاريخ
تزعم بعض المصادر أن تاغاني روغ يعني عباءة عالية بالغة تترية. تفسير آخر يقول أن الاسم يعني النار على الرأس ، مشيرا إلى وجود منارة للبحارة في العصور القديمة.
أول ذكر لرأس تاغاني روغ يعود إلى 6 سبتمبر 1489 ، عندما أرسل أمير موسكو الكبير إيفان الثالث رسالتين إلى خان القرم مينجلي آي جيراي وتامان برنس زكاريا من غيزولفي. تحتوي الرسالة المرسلة إلي زكاريا على معلومات حول مكان الاجتماع السري بين ممثليهم.
بدأ العمل في بناء الميناء والحصن في تاغاني روغ بناء على أوامر بطرس الأول العظيم عام 1696 ، بعد الاستيلاء على آزوف.  في عام 2002 ، في تاغانروغ تم إنشاء دار للطباعة تدعى طاعاني روغ والتي من مشاريعها تنتج صحيفة أسبوعية للإعلانات المجانية الخاصة.